# Liste der Monuments historiques in Chamesol
Die Liste der Monuments historiques in Chamesol führt die Monuments historiques in der französischen Gemeinde Chamesol auf.

## Liste der Immobilien
| Bezeichnung    | Beschreibung           | Standort                                 | Kennzeichnung | Schutzstatus | Datum | Bild           |
| -------------- | ---------------------- | ---------------------------------------- | ------------- | ------------ | ----- | -------------- |
| Friedhofskreuz | Stein, bezeichnet 1699 | Rue de l’Église, auf dem Kirchhof (Lage) | PA00101744    | Classé       | 1996  | weitere Bilder |